# Bodewes Trader 3400–4030
Als Bodewes Trader 3400–4030 wird eine Baureihe von 18 Küstenmotorschiffen bezeichnet, die bei Bodewes Shipyards in Hoogezand und auf der zur Bodewes-Gruppe gehörenden Werft Marine Projects (MARPRO) in Danzig entstanden ist.  Innerhalb der Serie werden die 82,50 m langen Trader 3400 (vier gebaute Einheiten) und Trader 3450 (acht gebaute Einheiten) sowie die 87,90 m langen Trader 3700 (vier gebaute Einheiten) und Trader 4030 (zwei gebaute Einheiten) unterschieden.

## Geschichte

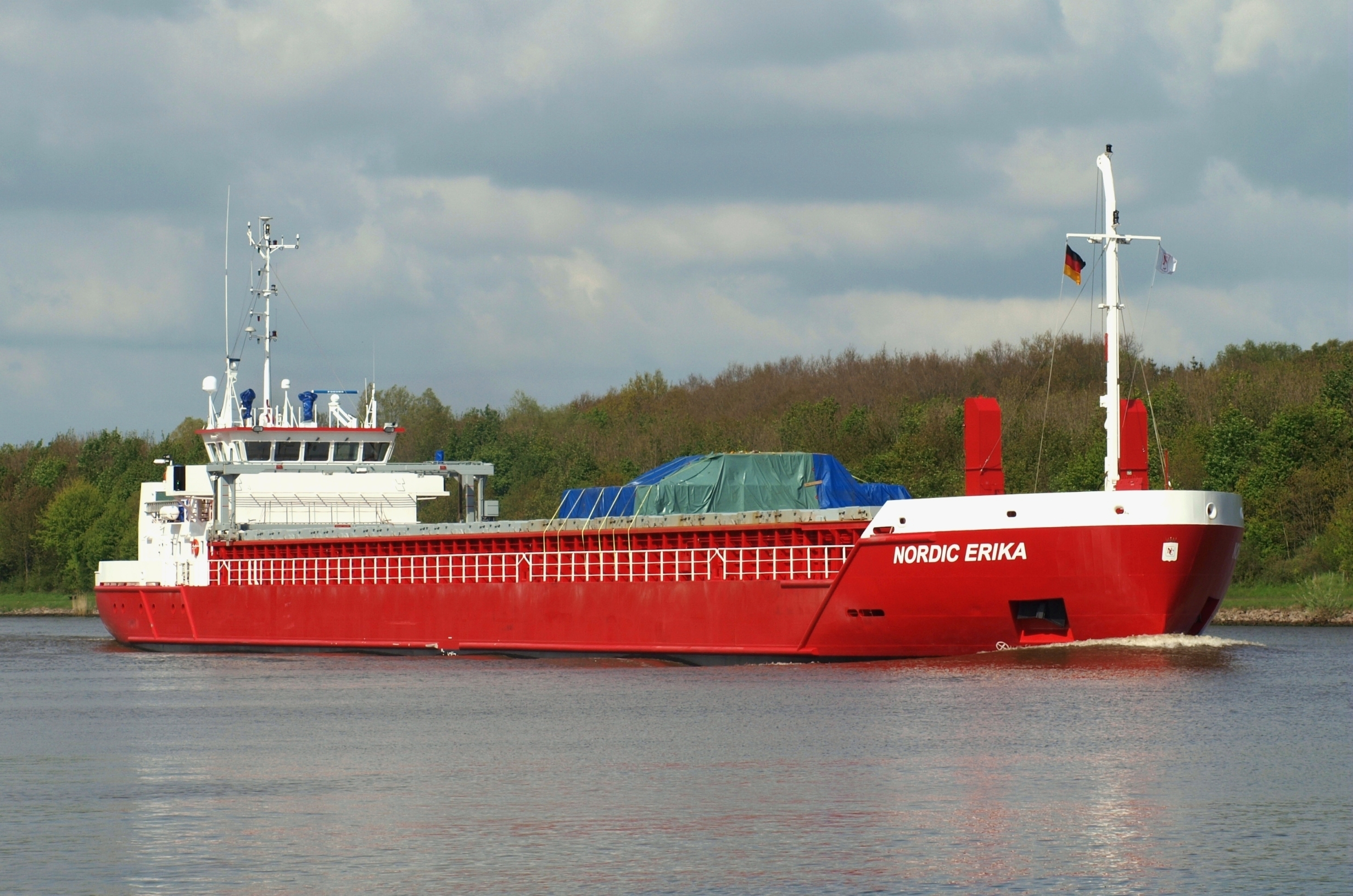
Die Nordic Erika (Trader 3700)

Die ersten acht Schiffe der Baureihe wurden von der Reederei Flinter für verschiedene Eignergesellschaften in Auftrag gegeben. Sie besitzen eine Tragfähigkeit von 3.450 dwt und werden als Trader 3450 bezeichnet. Die Kaskos entstanden auf der Werft Marine Projects in Danzig. Die Endfertigung und Ausrüstung der ersten fünf Neubauten erfolgte bei Bodewes in Hoogezand. Die letzten drei Trader 3450 sowie alle späteren Einheiten der Baureihe wurden komplett bei Marine Projects in Danzig gefertigt.
Das Typschiff der Serie ist die Flinterbothnia, die ihren Stapellauf am 14. Juli 2003 hatte und deren Ablieferung am 8. November 2003 stattfand. Die Flinter-Schiffe wurden intern befrachtet und fuhren unter niederländischer Flagge. Sie waren von Bureau Veritas klassifiziert worden. Ab 2011 veräußerte Flinter nacheinander vier Trader 3450 an andere Unternehmen. Drei dieser Schiffe erwarb der Konzern Yara International, die er für den Transport von Kohlenstoffdioxid zu Flüssiggastankern umbauen ließ. Die anderen vier Trader 3450 setzte Flinter bis zur Insolvenz im Herbst 2016 selbst ein. Sie wurden nach dem Konkurs des Unternehmens verkauft.
Die Reederei Nielsen & Bresling aus Svendborg orderte drei verlängerte Schiffe mit einer Tragfähigkeit von 3.700 dwt. Der erste Trader 3700, die Sine Bres, wurde am 26. Oktober 2006 von der Werft abgeliefert. Die beiden anderen von Nielsen & Bresling georderten Neubauten, die Birthe Bres und die Nina Bres, folgten im Jahr 2007. Nachträglich gab die Reederei Nordic Chartering aus Vaasa ein weiteres Schiff dieses Untertyps in Auftrag, das am 1. September 2009 mit dem Namen Nordic Erika abgeliefert wurde.
Die Hamburger Reederei Interscan Schiffahrt bestellte vier als Trader 3400 bezeichnete Neubauten, die sie von Mai 2008 bis Juni 2009 erhielt. Die unter zypriotischer Flagge fahrenden Schiffe sind von ihr langfristig an das dänische Befrachtungsunternehmen Danship verchartert worden. Die ersten drei Trader 3400 waren anfangs bei Lloyd’s Register klassifiziert, mit Ablieferung des vierten Neubaus erfolgte ein Wechsel zu Bureau Veritas.
Die beiden letztgebauten Schiffe besitzen eine Tragfähigkeit von 4.030 dwt. Auftraggeber war die Reederei AtoBac Shipping aus Ystad. Am 20. Juli 2011 lieferte Marine Projects mit der Delamar den ersten Trader 4030 an das schwedische Unternehmen ab, das Schwesterschiff Calamar folgte am 20. Dezember 2011.

## Technik

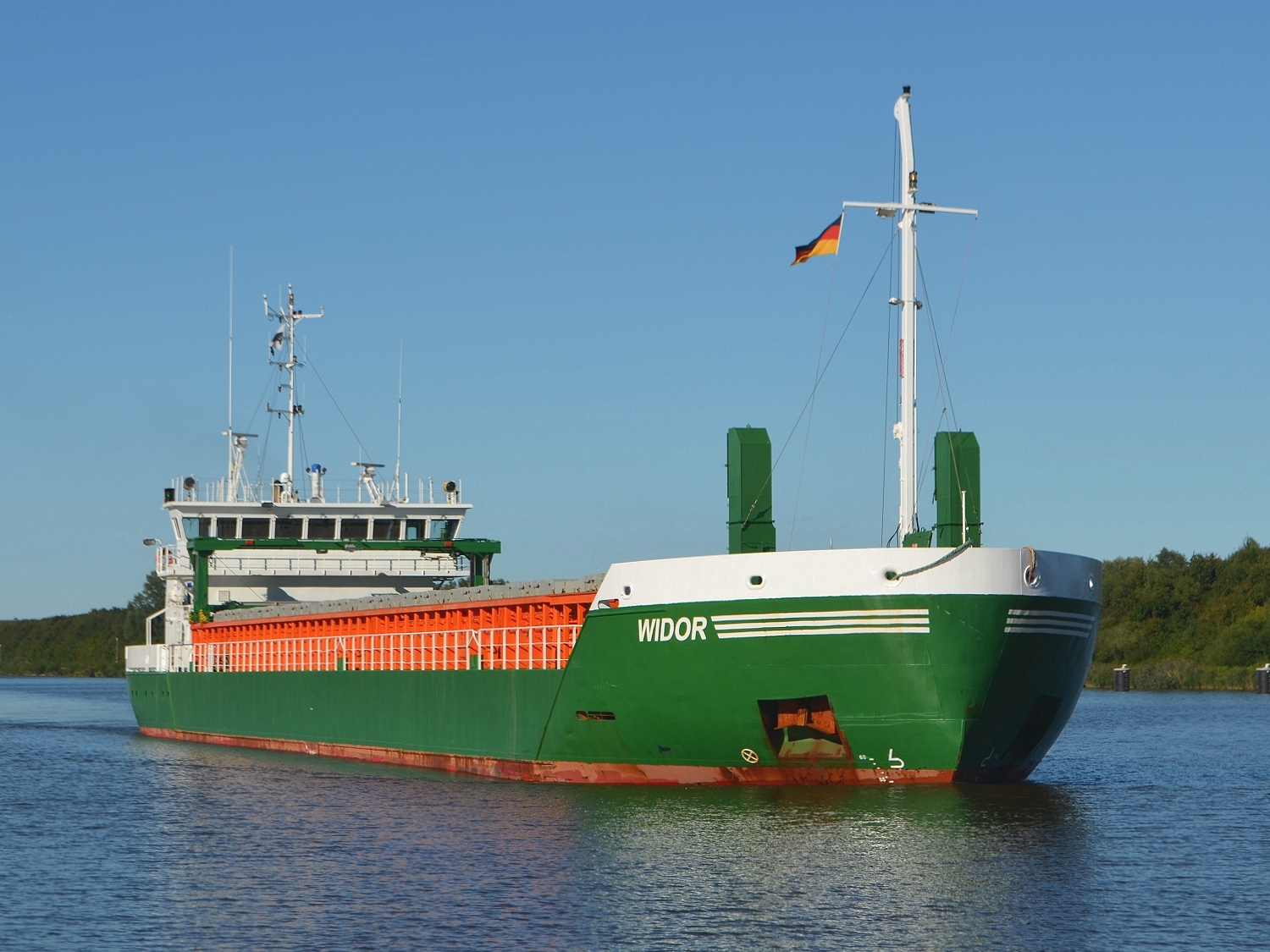
Die Widor (Trader 3400)

Die in Sektionsbauweise gefertigten Schiffe sind mit einem Wulstbug ausgerüstet. Sie besitzen einen 12,50 m breiten Rumpf (bei 12,60 m maximaler Breite), unterscheiden sich aber in ihren Längen, Vermessungszahlen und Transportkapazitäten voneinander. Die Seitenhöhe vom Kiel bis zum Hauptdeck beträgt 6,80 m, die Höhe bis zum Oberdeck 8,00 m und die Höhe bis zu den Lukendeckeln 9,30 m. Die verstärkten Rümpfe erfüllen die finnisch-schwedische Eisklasse 1A.
Die Trader 3400 und 3450 werden von einem 1.850 kW leistenden Sechszylinder-Viertakt-Dieselmotor des Typs MaK 6 M 25 angetrieben, der auf einen Verstellpropeller wirkt. Die Trader 3700 und Trader 4030 erhielten einen baugleichen Motor mit 1.880 kW Leistung. Die Höchstgeschwindigkeit aller Schiffe beträgt 12,5 Knoten. Dabei liegt der Verbraucht pro Seetag bei ca. 8 t HFO. An Bord befinden sich ein Dieselgenerator und ein Wellengenerator zur Stromerzeugung sowie ein Notgenerator. Für An- und Ablegemanöver verfügen die Schiffe über ein elektrisch angetriebenes Bugstrahlruder mit 220 kW Leistung.
Die Trader 3400–4030 besitzen einen 10,30 m breiten und 8,99 m tiefen kastenförmigen Laderaum, der sich im vorderen Bereich auf rund 6,00 m verjüngt. Die Länge des Raums variiert bei den einzelnen Untertypen. Der Laderaum kann durch zwei versetzbare Schotten in drei Abschnitte unterteilt werden, so dass ein gleichzeitiger Transport von verschiedenen Ladungen möglich ist. Die Schotten können auch als variables, maximal 17,00 m langes Zwischendeck verwendet werden. Alle Schiffe sind mit Pontonlukendeckel ausgerüstet, die mit 1,55 t/m² belastet werden können. Das Anheben und Versetzen der Deckel erfolgt mit einem Lukenwagen. Der klappbare Bugmast kann als Ladekran mit 999 kg Tragfähigkeit eingesetzt werden. Die Tankdecke ist zum Transport von Schwergut verstärkt und für eine Belastung von 13 t/m² ausgelegt.

### Trader 3450
Der Trader 3450 stellt den Grundtyp innerhalb der Baureihe dar. Als Saimax-Schiff besitzt er eine Gesamtlänge von 82,50 m (79,58 m Lpp). Die Schiffe haben eine Tragfähigkeit von 3.450 dwt bei 5,30 m Tiefgang. Sie wurden mit 2.150 BRZ und 1.464 NRZ vermessen. Bei dem im Saimaa-Kanal maximal zulässigen Tiefgang von 4,35 m beträgt ihre Tragfähigkeit 2.450 dwt. Die Schiffe verfügen über einen 56,55 m langen Laderaum mit einem Rauminhalt von 5.323 m³ (188.000 Kubikfuß). Der Trader 3450 kann bis zu 136 20-Fuß-Standardcontainer (TEU) stauen, davon 102 TEU im Raum und 34 TEU an Deck.

### Trader 3400
Der Trader 3400 hat die gleichen Abmessungen wie der Trader 3450. Im Gegensatz zum Grundtyp ist er mit geschlossenen Brückennocken ausgerüstet. Die Tragfähigkeit wird werftseitig mit 3.400 dwt bei 5,30 m Tiefgang angegeben. Die Vermessung erfolgte mit 2.474 BRZ und 1.412 NRZ. Der Laderaum ist 55,00 m lang und rund 5.091 m³ (179.800 Kubikfuß) groß. Laut Reederei Interscan Schiffahrt beträgt die Größe des Getreideraums bzw. Ballenraums etwa 5.015 m³ (177,100 Kubikfuß). Eine Stauung von Containern ist nur an Deck vorgesehen, wodurch die Containerkapazität bei 34 TEU liegt. An Bord können bis zu 4.100 m³ Holz transportieren werden.

### Trader 3700
Der Trader 3700 weist eine Gesamtlänge von 87,90 m  (84,98 m Lpp) auf. Die Schiffe wurden mit 2.658 BRZ, 1.195 NRZ und 3.750 dwt bei maximal 5,30 m Tiefgang vermessen. Der Laderaum ist 64,55 m lang und hat einen Rauminhalt von rund 5.819 m³ (205.500 Kubikfuß). Die Containerkapazität der Schiffe beträgt 146 TEU, wobei 108 TEU im Raum und 38 TEU an Deck gestaut werden. Sie können bis zu 5.000 m³ Holz transportieren.

### Trader 4030
Der Trader 4030 hat die gleichen Abmessungen wie der Trader 3700. Seine Tragfähigkeit beträgt 4.069 dwt bei maximal 5,67 m Tiefgang. Die zwei gebauten Einheiten wurden mit 2.779 BRZ und 1.384 NRZ vermessen. Der Laderaum weist eine Länge von 61,95 m und einen Rauminhalt von 5.605 m³ (197.934 Kubikfuß) auf. Die Schiffe sind zum Transport von bis zu 134 TEU ausgelegt, wobei 96 TEU im Raum und 38 TEU an Deck gestaut werden können.

## Die Schiffe
| Bodewes Trader 3400–4030 | Bodewes Trader 3400–4030 | Bodewes Trader 3400–4030        | Bodewes Trader 3400–4030 | Bodewes Trader 3400–4030          | Bodewes Trader 3400–4030               | Bodewes Trader 3400–4030 |
| Bauname | Typ                      | Bauwerft Baunummer              | IMO- Nummer              | Kiellegung Stapellauf Ablieferung | Auftraggeber                           | Umbenennungen und Verbleib |
| --- | ------------------------ | ------------------------------- | ------------------------ | --------------------------------- | -------------------------------------- | --- |
| Flinterbothnia | 3450                     | Bodewes Shipyard Hoogezand 630* | 9279408                  | 03.03.2003 14.07.2003 08.11.2003  | Flinter Shipping, Barendrecht          | 2017 Bothnia → 2018 Longglory → 2021 Kreete, so 2024 in Fahrt                                                                               |
| Flinterbaltica | 3450                     | Bodewes Shipyard Hoogezand 635* | 9279410                  | 17.03.2003 30.09.2004 12.02.2004  | Flinter Shipping, Barendrecht          | 2014 Yara Gerda → 2015/16 Umbau zum Flüssiggastanker → 2016 Gerda, so 2024 in Fahrt                                                         |
| Flinterborg | 3450                     | Bodewes Shipyard Hoogezand 636* | 9279422                  | 14.11.2003 31.01.2004 24.06.2004  | Flinter Shipping, Barendrecht          | 2008 Flinterbright → 2012 Fast Gilles → 2012 Flinterbright → 2013 Fast Gilles → 2013 Flinterbright → 2017 Kapitan Kokovin, so 2024 in Fahrt |
| Flinterbjörn | 3450                     | Bodewes Shipyard Hoogezand 637* | 9279434                  | 02.03.2004 26.05.2004 25.09.2004  | Flinter Shipping, Barendrecht          | 2008 Flinterbay → 2017 Kapitan Sakharov, so 2024 in Fahrt                                                                                   |
| Flinterbelt | 3450                     | Bodewes Shipyard Hoogezand 638* | 9279446                  | 30.06.2004 20.09.2004 07.01.2005  | Flinter Shipping, Barendrecht          | 2011 Norrsken → 2011 Yara Embla → 2012/13 Umbau zum Flüssiggastanker → 2016 Embla, so 2024 in Fahrt                                         |
| Flinterboreas | 3450                     | Marine Projects Danzig 639      | 9345350                  | 29.12.2004 30.06.2005 30.09.2005  | Flinter Shipping, Barendrecht          | 2011 Boreas → 2011 Yara Froya → 2012/13 Umbau zum Flüssiggastanker → 2016 Froya, so 2024 in Fahrt                                           |
| Flinterbrise | 3450                     | Marine Projects Danzig 640      | 9345362                  | 29.12.2004 17.10.2005 09.02.2006  | Flinter Shipping, Barendrecht          | 2011 Jolie Brise → 2013 Fast Victor → 2013 Jolie Brise → 2016 Fast Herman, so 2024 in Fahrt                                                 |
| Flinterbirka | 3450                     | Marine Projects Danzig 641      | 9345374                  | 29.12.2004 28.04.2006 30.06.2006  | Flinter Shipping, Barendrecht          | 2017 Marjatta, so 2024 in Fahrt |
| Sine Bres | 3700                     | Marine Projects Danzig 674      | 9364150                  | 30.12.2004 14.07.2006 26.10.2006  | Rederiet Nielsen & Bresling, Svendborg | so 2024 in Fahrt |
| Birthe Bres | 3700                     | Marine Projects Danzig 682      | 9365491                  | 30.12.2004 31.10.2006 25.01.2007  | Rederiet Nielsen & Bresling, Svendborg | 2023 Celtic Spirit, so 2024 in Fahrt |
| Nina Bres | 3700                     | Marine Projects Danzig 683      | 9394260                  | 30.12.2004 28.06.2007 27.10.2007  | Rederiet Nielsen & Bresling, Svendborg | so 2024 in Fahrt |
| Paivi | 3400                     | Marine Projects Danzig 700      | 9434149                  | 22.06.2007 16.02.2008 29.05.2008  | Interscan Schiffahrt, Hamburg          | so 2024 in Fahrt |
| Tim | 3400                     | Marine Projects Danzig 701      | 9434151                  | 22.10.2007 18.06.2008 19.09.2008  | Interscan Schiffahrt, Hamburg          | so 2024 in Fahrt |
| Pernille | 3400                     | Marine Projects Danzig 702      | 9434163                  | 22.10.2007 09.10.2008 04.02.2009  | Interscan Schiffahrt, Hamburg          | so 2024 in Fahrt |
| Widor | 3400                     | Marine Projects Danzig 703      | 9528483                  | 21.10.2008 04.02.2009 05.06.2009  | Interscan Schiffahrt, Hamburg          | so 2024 in Fahrt |
| Nordic Erika | 3700                     | Marine Projects Danzig 704      | 9528495                  | 09.02.2009 19.05.2009 01.09.2009  | Nordic Chartering, Vaasa               | so 2024 in Fahrt |
| Delamar | 4030                     | Marine Projects Danzig 705      | 9528500                  | 22.12.2008 30.04.2011 20.07.2011  | AtoBac Shipping, Ystad                 | so 2024 in Fahrt |
| Calamar | 4030                     | Marine Projects Danzig 706      | 9528512                  | 22.12.2008 14.09.2011 20.12.2011  | AtoBac Shipping, Ystad                 | so 2024 in Fahrt |
| Baunummer mit * = Rumpf wurde bei Marine Projects in Danzig gebaut Daten: Stichting Maritiem Historische Databank, Miramar Ship Index |                          |                                 |                          |                                   |                                        | |